# أمل عين مليلة
أمل عين مليلة، هو نادي كرة قدم جزائري مقره عين مليلة. تأسس عام 1933، ألوانه هي الأحمر والأسود. الملعب الرسمي للفريق هو ملعب خليفي التهامي الزبير الذي يتسع لـ 8000 متفرج. يلعب النادي حاليًا في الرابطة الجزائرية المحترفة الثانية.

## تاريخ
تأسس في بداية سنة 1925 عن طريق المجاهدين مبارك العنابي وقيبوش العمري وهذا بمساعدة فريق فرنسي واخر سويسري هذا الفريق لعب عام واحد ومن بعدها توجه جل لاعبيه نحو أوروبا وهذا ما حتم على الفريق الاتحاد مع فريق بلدية الخروب وتشكيل فريق واحد ودام هذا الفريق لمدة عام واحد أيضا وفي سنة 1933 كانت الانطلاقة الرسمية للفريق. لكن في عام 1939 تم توقيف جميع المنافاسات الرياضية لمدة 6 سنوات بسب الحرب العالمية الثانية وفي عام 1945 عادت المياه إلى مجراها لكن السلطات الفرنسية فرضت على الفريق تسمية استعمارية (لاصام-ASFRAM) وتعني رابطة الأسر الريفية الرياضية لعين مليلة وقد لعب في الجمعية لاعبين من فرنسا ولاعبين من السنغال وكانت أول مباراة لعبتها جمعية عين مليلة كانت ضد الملعب الرياضي السطايفي (الآن نظام الضمان الاجتماعي وفاق سطيف). بعض شهداء جمعية أمل عين مليلة:
- الأخوين الطاهر والعربي دمان ذبيح.
- بن بلقاسم حميش
- مبارك عنابي
- محمد قرابصي
- خليفي تهامي زبير

شارك النادي لأول مرة في دوري الدرجة الأولى، عندما صعد من الدرجة الثانية في موسم 1983-84 إلى جانب أندية وداد تلمسان واتحاد عنابة وشبيبة تيارت.
كان فريق عين مليلة ينافس على اللقب في موسم 1990-1991، حيث احتل المركز الثالث. واصل النادي التحدي على اللقب لعدة سنوات قادمة، وحصل على مراكز محترمة، كان أقربها موسم 1990-1991.
وصل النادي إلى نهائي كأس الجزائر لأول مرة في تاريخه في موسم 1993–94، كلعبوا مباراة جيدة أمام شبيبة القبائل، وقاتلوا بقوة طوال المباراة، ولكن لسوء الحظ، استقبلوا هدفًا عن طريق الحاج عدلان في الدقيقة 88. وأنتهت المبارة بنتيجة 1-0 على ملعب 5 جويلية 1962 بمدينة الجزائر العاصمة.
احتل النادي المركز الثامن في الرابطة الجزائرية المحترفة الأولى في موسم 1998-99، لكنه هبط بسبب الشكل الجديد لدوري، حيث احتفظ فقط على الأندية الستة الأوائل من كلا المجموعتين في الشكل الجديد للدوري. شارك في دوري الدرجة الثانية المشكل حديثًا في موسم 1999-2000، جاء النادي في المركز الرابع مما مكنهم من الصعود مرة أخرى إلى الرابطة الجزائرية المحترفة الأولى، بعد موسم واحد فقط في الدرجة الثانية.
أحتل النادي في موسم 2001-02 المركز السادس عشر في البطولة المحترفة الأولى، وهبطوا إلي القسم الثانى.
تغيير شكل دوري الرابطة الجزائرية المحترفة الثانية مرة أخرى في موسم 2003-2004، مما أدى لاحقًا إلى هبوط نادي عين مليلة إلى دوري الرابطة ما بين الجهات لكرة القدم. تصعد النادي في موسم 2010-11 لدوري البطل الوطني لكرة القدم للهواة، المنشي حديثًا بسبب تطبيق نظام الاحتراف في أول قسمين في الجزائر.
عاد الفريق إلى الرابطة الجزائرية المحترفة الثانية لكرة القدم في 12 مايو 2017.
احتل الفريق المركز الثاني في الرابطة الجزائرية المحترفة الثانية لكرة القدم، وصعد إلى الرابطة الجزائرية المحترفة الأولى في 25 مايو 2018.

## تسمية وألوان الفريق
- ألوان الفريق حمراء وسوداء وبـ «أبناء قريون» نسبة لجبل قريون المطل على المدينة
- ويُكنّى النادي بـ«العقارب» نسبة إلى تصغير كلمة جمعية عين مليلة تعني (اصام - asam) وهذا الاسم يعني عند المليليين (العقرب) [8]

## مسيرة وإنجازات
- لعب الفريق 18 موسما في دوري الدرجة الأولى الرابطة الجزائرية المحترفة الأولى لكرة القدم (صعد لأول مرة إلى بطولة القسم الوطني الأول موسم 1980/1981)[8] ووصل لنهائي كأس الجمهورية الجزائرية لكرة القدم مرة واحدة سنة 1994 وخسر 1-0 ضد شبيبة القبائل لكنه تأهل للمشاركة في بطولة الاندية العربية لأبطال الكؤوس 1995.[8] في نهاية موسم 2000 - 2001 ينزل من حظيرة القسم الوطني الأول رفقة اتحاد الحراش وجمعية وهران.[8]

ينافس الفريق الآن في الرابطة الجزائرية المحترفة الثانية لكرة القدم ويلعب مبارياته على ملعب «ملعب الإخوة دمان دبيح» بـ عين مليلة

## الزي
شركة ماكرون الإيطالية هي الشركة المصنعة لمعدات النادي منذ يوليو 2019.

## إنجازات

### المسابقات المحلية
- الرابطة الجزائرية المحترفة الثانية لكرة القدم

البطل (1): 1984
- كأس الجزائر

الوصيف (1): 1993–94

## اللاعبين
الفرق الجزائرية تقتصر على لاعبين أجنبيين فقط. تتضمن قائمة الفريق الجنسية الأساسية لكل لاعب فقط.

### تشكيلة الفريق
اعتبارا من 27 أكتوبر 2020:
ملاحظة: تشير الأعلام إلى المنتخب الوطني على النحو المحدد في قواعد الأهلية للفيفا. قد يحمل اللاعبون أكثر من جنسية واحدة غير تابعة للفيفا.
| الرقم | البلد   | المركز | اللاعب            |
| ----- | ------- | ------ | ----------------- |
| 1     | الجزائر | حارس   | خير الدين بوالصوف |
| 4     | الجزائر | مدافع  | عبد الرزاق بيطام  |
| 5     | الجزائر | وسط    | يونس جرماش        |
| 6     | الجزائر | وسط    | محمد حريات        |
| 7     | الجزائر | مهاجم  | عادل جابوط        |
| 8     | الجزائر | مهاجم  | محمد أمين حمية    |
| 9     | الجزائر | مهاجم  | أمير سلطان        |
| 10    | الجزائر | مهاجم  | شعيب ذبيح         |
| 11    | الجزائر | مهاجم  | أسامة تبي         |
| 12    | الجزائر | وسط    | حنين حجارة        |
| 13    | الجزائر | مدافع  | زكريا بن شريفة    |
| 14    | الجزائر | حارس   | تاج الدين الغربي  |
| 15    | الجزائر | مدافع  | محمد كريم زليغ    |

| الرقم | البلد   | المركز | اللاعب            |
| ----- | ------- | ------ | ----------------- |
| 16    | الجزائر | حارس   | عبد الرحمن بولطيف |
| 17    | الجزائر | مدافع  | أمير بلايلي       |
| 18    | الجزائر | وسط    | حمزة زياد         |
| 19    | الجزائر | مهاجم  | ضياء الدين خوني   |
| 20    | الجزائر | مهاجم  | Hamza Demane      |
| 21    | الجزائر | وسط    | عبد الرزاق عراتني |
| 22    | الجزائر | مدافع  | عبد الغني بوزيدي  |
| 23    | الجزائر | مدافع  | خالد بوحقك        |
| 24    | الجزائر | وسط    | مروان دهار        |
| 25    | الجزائر | مدافع  | رابح زياد (قائد)  |
| 26    | الجزائر | مهاجم  | بلال المميري      |
| 27    | الجزائر | وسط    | معاذ رجم          |

## الرؤساء
- عبد المؤمن عبد الله
- أرنو جبرائيل
- أدجرود عبد الرحمن
- لاخضر عبد العزيز
- السيد المسيح محمد
- ديب عبد الكريم
- جدي عمر
- باخا عبد الرحمن
- عونيسي بلقاسم
- غيررود رباح
- كريمية أحمد
- هبودجي علي
- منوبي عمار
- خوني سبتي
- زياد علي
- بن زكري عبد المجيد
- عبابسة عمار
- غيررود سبتي المعروف بـ «رشيد»
- بوسكين بوجمعة المعروف بـ «جمال»
- بنسيد عمر
- مكين نذير
- عزوز صلاح
- موجاري الشريف
- حسكورة طارق المعروف بـ «الحاج كيكي»
- بوطي مصباح المعروف بـ «الوافي»
- خليفي عبد السلام
- بنسيد الهادي المعروف بـ «شداد»